# همت (فیلم)
همت فیلمی به کارگردانی خسرو پرویزی و نویسندگی احمد نجیب زاده محصول سال ۱۳۵۴ است.

## خلاصه داستان
مریم (مرجان)، همسر همت (ناصر ملک مطیعی)، بر اثر ابتلا به سرطان فوت می‌کند...

## بازیگران
- ناصر ملک مطیعی
- مرجان
- علی میری
- علی آزاد
- ابراهیم نادری
- محمدتقی کهنمویی
- جهانگیر جهانگیری
- نریمان شیری فرد
- علی ترابی
- اشرف کهن
- شهرام ثمینی پور
- غلام